# Richie Thomson
Richard Douglas "Richie" Thomson (16 de agosto de 1940 — 3 de maio de 2012) foi um ciclista neozelandês, que competiu em duas provas de ciclismo de estrada nos Jogos Olímpicos de Verão de 1968.